# Sposobnost jezičkog usvajanja
Sposobnost jezičkog usvajanja je "procena efektivnosti učenja stranog jezika pod određenim uslovima i za određeno vreme u poređenju sa drugima." Sposobnost jezičkog usvajanja se ne menja drastično nakon sazrevanja, slično kao i ostale sposobnosti usvajanja. Većina ljudi poseduje izvanrednu sposobnost jezičkog usvajanja maternjeg jezika.

## Poremećaji jezičkog usvajanja
Neke srednje škole, fakulteti i slične institucije tumače nižu sposobnost jezičkog usvajanja kao znak poremećaja u usvajanju jezika. Ovakva dijagnoza se može ustanoviti nakon ispoljavanja određenih karakteristika. Na poremećaj ukazuju loši rezultati testova procene sposobnosti jezičkog usvajanja. U slučaju prosečnih ili nadprosečnih rezultata na testovima opšte sposobnosti i inteligencije, a slabijih rezultata na testovima kao što su Moderni Test Jezičkog Usvajanja, Odbrana - Testovi Jezičko Usvajanja, Pimzlerovi Testovi Jezičke Sposobnosti i Moderni Test Jezičke Sposobnosti - Osnovni, postoji velika verovatnoća da učenik pati od poremećaja jezičkog usvajanja. Dugogodišnji loši rezultati na različitim testovima (MLAT-E za 3-6 razred, PLAB za 7-12 razred, MLAT za odrasle) su još bolji pokazatelj poremećaja jezičkog usvajanja. Slično, na poremećaj ukazuju loši akademski uspesi iz jezičkih predmeta u poređenju sa prosečnim ili nadprosečnim uspesima iz drugih predmeta.
Sposobnost jezičkog usvajanja ima najveći uticaj na potencijal učenika drugog jezika koji usvajanje započinju kasnije u životu, a nešto manji uticaj na učenike koji usvajaju jezik za vreme detinjstva.

## Džon B. Kerol
Uvaženi psiholog i stručnjak za pedagošku lingvistiku, Džon B. Kerol, tvrdi da skup od četiri podsposobnosti čini sposobnost jezičkog usvajanja koja nije vezana za verbalnu inteligenciju i motivaciju. Pomoću ove četiri različite podsposobnosti (sposobnost fonetskog kodiranja, gramatička osetljivost, sposobnost mehaničkog učenja i sposobnost induktivnog učenja), Kerol je razvio MLAT, test procene jezičke sposobnosti za odrasle.

Ove podsposobnosti su definisane na sledeći način:
| Podsposobnosti                 | Definicija |
| ------------------------------ | --- |
| Sposobnost fonetskog kodiranja | Sposobnost opažanja zasebnih zvukova, povezivanja i pamćenja veza između simbola i zvuka                                                    |
| Gramatička memorija            | Sposobnost prepoznavanja gramatičke funkcije leksičkog elementa (reči, fraze, itd.) u rečenici bez formalnog spremanja te oblasti gramatike |
| Asocijativna memorija          | Sposobnost povezivanja stranog jezika sa njihovim značenjima i pamćenja te veze                                                             |
| Sposobnost induktivnog učenja  | Sposobnost zaključivanja i pretpostavljanja pravila koja čine jezik                                                                         |

## Pol Pimzler
Pol Pimzler, koji je zaslužan za Pimzlerov sistem jezičkog učenja, bavio se istraživanjem četiri faktora za koje je verovao da doprinose proceni sposobnosti jezičkog usvajanja. Pod tim faktorima Pimzler je takođe grupisao prosek iz škole koji služi kao znak opšteg akademskog dostignuća, kao i nivo motivacije. Pored toga, faktor verbalne sposobnosti označava efektivnost učenikovog prihvatanja mehanike učenja jezika. Faktor zvučne sposobnosti označava efektivnost slušanja i proizvođenja zvuka stranog jezika. Kako bi testirao ova četiri faktora, Pimzler je razvio Pimzlerove Testove Jezičke Sposobnosti.

## Upotreba testova jezičke sposobnosti
Merenje jezičke sposobnosti testovima ima mnoštvo primena. Ministarstvo Odbrane Sjedinjenih Američkih Država koristi test jezičkog usvajanja (Odbrana-Testovi Jezičkog Usvajanja), kako bi pronašlo zaposlene koji su pogodni za radna mesta koja zahtevaju učenje određenog jezika.
Vladine agencije koriste MLAT kako bi odabrale i odredile koji zaposleni će pohađati intenzivne jezičke kurseve. Preduzeća i misionarstvo koristi MLAT za odabir kandidata i organizovanja jezičke spreme. Fakulteti i srednje škole koriste MLAT kako bi procenili poremećaje vezane za učenje stranih jezika. Kada je strani jezik neophodan kao predmet, većina institucija u slučajevima poremećaja jezičkog usvajanja pravi izuzetke. Umesto jezika, istorija ili lingvistika mogu biti zamena.
Škole koriste PLAB i MLAT-E kako bi učenike rasporedile po adekvatnim kursevima, ustanovili dijagnozu poremećaja učenja jezika, pronašli posebno nadarene učenike za jezik i kako bi uskladili načine usvajanja sa prikladnom metodom predavanja.

## Testovi sposobnosti
| Mera                                                    | Opis |
| ------------------------------------------------------- | --- |
| Moderni Test Jezičkog Usvajanja                         | Većinski delo Džona B. Kerola, pogodan za odrasle, uglavnom korišćen od strane vojnih i državnih institucija kako bi se odabrali zaposleni koji će dobiti jezičku spremu |
| Odbrana - Testovi Jezičkog Usvajanja                    | Razvijeni i korišćeni od strane Ministarstva Odbrane SAD kako bi se izabrali kandidati za radna mesta koja će od njih zahtevati da tečno govore strani jezik             |
| Pimzlerovi Testovi Jezičke Sposobnosti                  | Tvorac im je Pol Pimzler, koristi se za procenu sposobnosti jezičkog usvajanja kod starijih učenika osnovnih ili srednjih škola                                          |
| Moderni Test Jezičke Sposobnosti - Osnovno              | Većinski delo Džona B. Kerola, pogodno za učenike osnovnih škola |
| Kognitivna Sposobnost Noviteta Spoznaje Jezika - Strano | Razvili Grigorenko, Sternberg i Erman 2000. godine pomoću novog teoretskog koncepta jezičkog usvajanja                                                                   |